# Sete Céus
Em religiões como Hinduísmo, Hermetismo, Gnosticismo, Judaísmo e Islamismo, existe uma tradição de que o universo pode ser categorizado em Sete Céus ou Reinos. O número sete simbolicamente representa a completude perfeita em referências bíblicas, como nos sete dias da semana, os sete olhos e chifres do Cordeiro de Deus no Apocalipse, a sétima geração de Adão, Lamech, que era completamente perverso e Enoque que andou com Deus

## No Judaísmo
De acordo com os ensinamentos Judaicos no Talmud, o universo é composto de sete céus, como abaixo:
1. Vilon (וילון), veja também (Iº Crônicas 4:17) - Na tradução "Jalom."
2. Raki'a (רקיע), veja também (Gênesis 1:17)
3. Shehaqim (שחקים), veja (Salmos 78:23) - Na tradução "altas nuvens."
4. Zebul (זבול), veja (Isaías 63:15, I Reis 8:13) - Em Isaías, na traudução "¹⁵ e olha desde a tua santa e gloriosa habitação (Habet mishamayim, urêeh mizevul...)."
5. Ma'on (מעון), veja (Deuteronômio 26:15, Salmos 42:9) - "mima'on qadshêcha..."
6. Machon (מכון), veja (I Reis 7:30, Deuteronômio 28:12)
7. Araboth (ערבות), o sétimo céu onde os Ofanins (ou Tronos na mitologia cristã) e os Hayyoth (ou Serafins na mitologia cristã) residem.

A literatura Judaica Merkabah e Heichalot discutiu detalhes destes céus, algumas vezes conectada às tradições relacionadas com Enoque, como o Terceiro Livro de Enoque.

## No Islamismo
1. Rafi' (رفیع), o mais baixo (السماء الدنیا)
2. Qaydum (قیدوم)
3. Marum (ماروم)
4. Arfalun (أرفلون‏)
5. Hay'oun (هيعون‏)
6. Arous (عروس)
7. Ajma' (عجماء)

## No Hinduísmo
1. Bhoor-Loka (भूर्लोक i.e. a Terra)
2. Bhuvar-Loka (भुवर्लोक)
3. Svar-Loka (स्वर्लोक)
4. Mahar-Loka (महर्लोक)
5. Jana-Loka (जनलोक)
6. Tapa-Loka (तपलोक)
7. Satya-loka (सत्यलोक)

## No Espiritismo[4]
1. Trevas
2. Abismo
3. Crosta
4. Umbral (Umbral Inferior, Médio e Superior)
5. Esfera de transição (Ciências, Cultura e Arte)
6. Esfera do Amor Universal (Amor Fraterno Universal)
7. Esfera Diretorial Planetária (Plano da Governadoria Celeste)